# Welt der Physik
Welt der Physik ist ein Onlinemagazin, das allgemeinverständlich über Themen der Physik berichtet. Seit 2003 veröffentlicht das Portal Nachrichten zu aktuellen Forschungsergebnissen sowie Interviews und Hintergrundbeiträge. Die Plattform wird von der Deutschen Physikalischen Gesellschaft und dem Bundesministerium für Bildung und Forschung getragen. Das Forschungszentrum DESY stellt die Redaktion. Im Jahr 2008 kam ein Podcast hinzu. Welt der Physik ist auf verschiedenen sozialen Medien aktiv.

## Geschichte
Im Rahmen des ersten Wissenschaftsjahrs 2000 – dem Jahr der Physik – begannen die Planungen für eine Onlineplattform. 2003 wurde Welt der Physik auf der Frühjahrstagung der Deutschen Physikalischen Gesellschaft erstmals der Öffentlichkeit vorgestellt. Im Herbst 2008 erschien die erste Podcastfolge von Welt der Physik. 2018 wurde der Auftritt zuletzt grundlegend überarbeitet und für mobile Endgeräte optimiert.

## Themen
Welt der Physik informiert über Grundlagenforschung, angewandte Bereiche der Physik und benachbarte Disziplinen. Die Beiträge sind in sechs Themengebiete eingeteilt:
- Auf dem Gebiet Teilchen erscheinen Beiträge, die sich mit den Bausteinen der Materie beschäftigen. Es geht um Teilchenbeschleuniger wie den Large Hadron Collider am CERN oder um Beiträge aus der Astroteilchenphysik.
- Im Gebiet Materie erscheinen Beträge aus der Festkörperphysik, zum Beispiel über Kristalle oder zu neuen Materialien und nachhaltiger Energiegewinnung.
- Unter das Themengebiet Leben fallen physikalische Phänomene, die mit dem Leben auf der Erde, seiner Entstehung und seinen komplexen Eigenschaften zu tun haben. Dazu gehören medizinische Entdeckungen oder auch Beiträge rund um Bionik.
- Das Gebiet Technik beleuchtet Geräte und Erfindungen, die auf physikalischen Ergebnissen basieren: Quantencomputer, Photovoltaik, Roboter und andere Entwicklungen.
- Beiträge in der Rubrik Erde beschäftigen sich mit den physikalischen Eigenschaften der Erdkruste, der Atmosphäre und allen Kreisläufen auf der Erde, auch dem Klimawandel. Ein weiteres Thema sind Vulkane und die Prozesse im Inneren der Erde.
- Das Themengebiet Universum fasst Beiträge aus der Astrophysik, Astrobiologie, Kosmologie und Astroteilchenphysik zusammen: Dort erscheinen Beiträge unter anderem zu Missionen ins All, Exoplaneten, Schwarzen Löchern, Galaxien, Gravitationswellen, Sternenexplosionen.

## Formate
Welt der Physik veröffentlicht verschiedene Formate (s. Weblinks).
- Mehrmals pro Woche erscheinen tagesaktuelle Nachrichten über Forschungsergebnisse, die in internationalen Fachzeitschriften veröffentlicht werden.
- In Interviews erklären Forschende ihre Arbeiten und die Ergebnisse.
- Einen Einstieg in Themen um die Physik liefern Themenseiten. Jede Themenseite beginnt mit einer Einführung in das entsprechende Thema und verweist anschließend auf weiterführende Beiträge zum Thema.
- In Hintergrundartikeln werden physikalische Themen tiefergehend erklärt.
- Einmal im Monat erscheint eine 10- bis 20-minütige Folge des Podcasts Welt der Physik – heute schon geforscht?, in der ein konkretes Thema beleuchtet wird. Zwischen erklärenden Abschnitten kommt jeweils eine Person aus der Wissenschaft zu Wort.[4]

Auf Welt der Physik finden sich mehrere Themenreihen zu bestimmten Themen: Die Rubrik „Physik hinter den Dingen“ widmet sich alltäglichen Phänomenen mit Bezug zur Physik. Eine weitere Reihe „Im Porträt“ ist im Rahmen des Wissenschaftsjahrs 2023 neu entstanden und stellt Forschende der Astrophysik in Artikeln sowie Interviews vor. Seit 2014 fasst die Welt-der-Physik-Redaktion im „Jahresrückblick“ die Entdeckungen und technologischen Höchstleistungen der vergangenen zwölf Monate in je einem Artikel zusammen. Außerdem erscheint jedes Jahr im Herbst ein Artikel zum Physik-Nobelpreis, in dem die Preisträgerinnen und Preisträger vorgestellt und ihre Forschungsergebnisse erklärt werden.
Auf der Seite „Physik für zu Hause“ sind digitale Angebote rund um die Physik zu finden Außerdem finden Interessierte auf der Seite „Physik zum Anfassen“ viele Möglichkeiten, um einmal selbst im Labor zu stehen und Physik auszuprobieren.
Im Veranstaltungskalender finden sich Termine rund um die Physik und der Physikatlas weist den Weg zu Schullaboren, Forschungseinrichtungen oder Planetarien. Dazu gibt es Hinweise auf Wettbewerbe und Großveranstaltungen wie zum Beispiel die Highlights der Physik.
Im Rahmen des Wissenschaftsjahrs 2023 sind außerdem Kooperationsvideos mit dem Wissenschafts-YouTube-Kanal „Breaking Lab“ entstanden.

## Redaktion und Herausgeberschaft
Sitz der Redaktion von Welt der Physik ist das Deutsche Elektronen-Synchrotron in Hamburg. Die Redaktion wird unterstützt von einer Reihe freier Wissenschaftsjournalisten und zeitweise von Praktikanten.
Vertreter des Bundesministeriums für Bildung und Forschung und der Deutschen Physikalischen Gesellschaft bilden einen gemeinsamen Lenkungsausschuss. Außerdem berät ein fachliches Kuratorium der Deutschen Physikalischen Gesellschaft und der Astronomischen Gesellschaft die Redaktion.

## Kooperationen
Seit Anfang 2016 kooperiert Welt der Physik mit LEIFIphysik. Seither sind neben vielen Artikeln passende Beiträge des Lernportals verlinkt. Welt der Physik ist Partner der MINT-Allianz und war mit einem Förderprojekt am Wissenschaftsjahr 2023 des BMBF beteiligt.